# إقرار أوغسبورغ
إقرار أوغسبورغ هو أول عرض رسمي لمبادئ حركة الإصلاح وأهداف المصلحين البروتستانتية الذي سيطلق عليها اسم اللوثرية ، أصدر في سنة 1530 من قبل فيليب ملانكتون لتقديمها إلى اجتماع أوغسبورغ (مدينة ضمن الإمبراطورية الرومانية المقدسة) في حضور شارل الخامس. حتى يومنا هذا يعتبر واحدًا من النصوص الأساسية للكنائس البروتستانتية في جميع أنحاء العالم وجزء من كتاب الوفاق اللوثري . هنا ملخصا والتاريخية والدينية ، والنص الكامل لينقسم إلى اثنين من مفاهيم متميزة :
- بنود الإيمان
- بنود إصلاح التجاوزات في كل بلد، ويحتوي على كل مادة من المواد الأساسية التي هي جزء من الدحض البابوي المواد الحساسة من منظور التقاليد الكاثوليكية، من جانب رجال الدين من مختلف البلدان، بناء على طلب من شارل الخامس.